# Hospital Interzonal General de Agudos Dr. Diego Paroissien
El Hospital Interzonal General de Agudos (HIGA) Doctor Diego Paroissien es un hospital público ubicado en Isidro Casanova, partido de La Matanza, provincia de Buenos Aires. Este hospital es categorizado como "Interzonal General de Agudos", lo que significa que es un hospital de alta complejidad que proporciona una amplia gama de servicios médicos y quirúrgicos para pacientes con diferentes tipos de afecciones médicas con más de 300 camas. También es centro de formación y capacitación de profesionales y no profesionales en el área de salud. 
Esta institución depende del Ministerio de Salud de la Provincia de Buenos Aires y tiene la clasificación de tercer nivel de complejidad, nivel IX hospital escuela o nivel D, que es el de mayor complejidad, para pacientes de alto riesgo. Es además el hospital cabecera de la Región Sanitaria XII en el municipio de La Matanza. El hospital está situado en la Avenida Juan Manuel de Rosas 5975.
El hospital actualmente cuenta con una dotación de 310 camas, produce más de 13.000 egresos al año y unas 350.000 consultas; se realizan una enorme variedad de prácticas de diagnóstico y tratamiento. 

## Historia

### Primera Inauguración
La planificación y desarrollo de este hospital comenzaron con la licitación de obras en diciembre de 1974. Originalmente se pensó con una superficie construida de 23,500 metros cuadrados y una capacidad para albergar 325 camas.
La ubicación seleccionada para el hospital se basó en antiguos mapas de Isidro Casanova, que identificaban los terrenos en la zona conocida como la laguna Los Patos. Estos terrenos se encontraban a una distancia de 500 metros de la ruta 3 y estaban por debajo del nivel de la misma, lo que todavía dificulta su visibilidad en la actualidad. El terreno estaba delimitada por las calles Juan Manuel de Rosas al este, el arroyo Mario al oeste, la calle Juan J. Rucci al norte y la calle Villegas en la parte trasera.
Los trabajos de construcción comenzaron en julio de 1978, con un período estimado de 18 a 20 meses para completar la obra. Desde un principio, el hospital estaba destinado a estar bajo la supervisión provincial. En aquel momento, La Matanza albergaba a una población cercana a los 950,000 residentes, mientras que Isidro Casanova, en particular, contaba con alrededor de 60,000 habitantes. Según el último censo 2022 la población de La Matanza es de 1.837.744 habitantes.
El hospital fue inaugurado el 29 de diciembre de 1980, coincidiendo con el aniversario del nacimiento del Dr. Alejandro Posadas, en un esfuerzo por honrar su legado. Primeramente se pensó llamarlo con es ese nombre. También se había considerado la posibilidad de nombrarlo en honor a Saturnino Segurola, destacado benefactor en los ámbitos cultural y de la salud. Sin embargo, el desenlace fue diferente y, en consecuencia, a través del decreto número 184/81 emitido por el Poder Ejecutivo de la provincia de Buenos Aires, bajo el liderazgo del Gobernador Gral. Ibérico Saint Jean, se determinó que el hospital erigido en Isidro Casanova llevaría el nombre de "Cirujano Mayor Doctor Diego Paroissien". 
La inauguración del hospital fue planificada durante el período de conflicto bélico con Chile por la disputa en el Canal de Beagle. Esto ha llevado a algunas teorías que conectan la inauguración del hospital con su posible rol en la atención médica de los heridos de guerra. Sin embargo, con el tiempo, el hospital evolucionó para servir a la comunidad y dejó atrás su enfoque militar, lo que resultó en una disminución de su respaldo financiero.

### Segunda Inauguración
Al principio, el hospital comenzó a operar con servicios de guardia médica activa, pero carecía de laboratorio, radiología e instalaciones de internación. Los casos más graves eran remitidos a instituciones cercanas. La presión y la demanda de la comunidad finalmente llevaron a la apertura completa del hospital en 1981. Las autoridades provinciales asignaron presupuesto y lo redefinieron como Hospital Zonal de Agudos.
Entre los años 1981 y 1983, con la habilitación de la capacidad de internación, se procedió a contratar médicos clínicos, traumatólogos, cirujanos y otros especialistas para meorar la atención médica brindada en el hospital. Durante la gestión del Dr. Jorge Aguado como Gobernador de la Provincia de Buenos Aires, el 19 de enero de 1982, se llevó a cabo la segunda inauguración del hospital. 
Debido a las características del terreno donde se construyó, el acceso al hospital se realiza a través del primer piso del edificio, una peculiaridad que se mantiene hasta la fecha. La planta baja alberga las instalaciones de internación, situadas por debajo del nivel de la calle.
Debido a esta disposición, cuando había lluvias intensas, el subsuelo y las áreas de internación solían inundarse, provocando daños a las instalaciones y al mobiliario. En particular, el 31 de mayo de 1985, una fuerte tormenta superó la capacidad de desagüe, agravando la deteriorada estructura del edificio y llevando a considerar la posibilidad de cerrar el hospital. En consecuencia, los pacientes tuvieron que ser acomodados en el hall de entrada, pasillos y el auditorio, hasta que pudieran ser trasladados a otras instalaciones de atención médica e incluso a escuelas locales.
Posteriormente, se produjeron dos inundaciones adicionales en el hospital, con resultados similares. Estos incidentes ponían en peligro tanto a los pacientes como al personal del hospital. En cada ocasión, fue necesario evacuar a los pacientes hacia otras instituciones y rescatar el mobiliario y el equipo médico. Estos elementos eran trasladados al primer piso del hospital para preservarlos ante la amenaza de inundación.

### Reconstrucción
En 1992, bajo la administración del Gobernador de la provincia de Buenos Aires, el Dr. Eduardo Duhalde, se aprobó el presupuesto para la reconstrucción del Hospital, con un plazo estimado de obra de alrededor de 14 meses. A pesar de los desafíos, el compromiso del personal permitió que el hospital continuara operando y se logró mantener su funcionalidad hasta que fue reinaugurado por tercera vez en 1993.
Finalmente, se llevó a cabo la canalización del Arroyo Mario, lo que contribuyó a reducir los impactos de las inundaciones en la zona. Durante el año 1993, se produjo un cambio en la categoría del establecimiento, elevándolo a la clasificación de Hospital Interzonal General de Agudos, mediante la Resolución 6543/93 (Perfil D). En sus inicios, el Hospital se encontraba bajo la jurisdicción de la Región Sanitaria VII, que abarcaba una amplia zona geográfica y constituía la región sanitaria más densamente poblada entre las divisiones administrativas de la Provincia de Buenos Aires.
Sin embargo, en el año 2009 se estableció la Región Sanitaria XII, la cual coincide con los límites del partido de La Matanza. A partir de este cambio, el Hospital Paroissien asumió el papel de cabecera de esta nueva región sanitaria.
Actualmente, lamentablemente el hospital continúa sufriendo durante las tormentas las malas condiciones edilicias originales debido a la construcción sobre la laguna. 

## Infraestructura
Algunas cifras: 
- 310 camas.
- 13000 egresos al año.
- 350000 consultas al año.
- 1984 año de inauguración de la formación en Residencia Médica, especialidad Medicina General.
- 19 especialidades de Residencias Médicas (Anestesiología, Neonatología, Diagnóstico por Imágenes, Infectología, Tocoginecología, Hematología, Hemoterapia, Ortopedia y Traumatología, Clínica Médica, Emergentología, Clínica Pediátrica, Terapia Intensiva, Gastroenterología, Clínica Quirúrgica, Psiquiatría, Anatomía Patológica, Cardiología, Neumología y Nefrología).
- 9 Residencias No Médicas (Bioquímica, Servicio Social, Administración, Odontología, Obstetricia, Psicología , Nutrición, Enfermería y posgrado en Enfermería de Neonatología y Urgencias).
- 3 escuelas de formación ( Escuela de Enfermería “Eva Perón”, de Instrumentación Quirúrgica y Técnicos en Prácticas Cardiológicas).
- 1 escuela secundaria
- 4 universidades asociadas (Hospital Asociado a la Facultad de Medicina de la U.B.A., Unidad de Aprendizaje de la Facultad de Medicina de la Universidad Nacional de La Matanza, Unidad de Aprendizaje de la Universidad de Morón (carreras de Medicina y Bioquímica) y Unidad de Aprendizaje de la de La Universidad Tecnológica Nacional, en las Carreras de Ingeniería Electrónica y Electromedicina).

## Cultura popular
- La novela Kryptonita, de Leonardo Oyola transcurre en el hospital.
- La película Carancho, dirigida por Pablo Trapero está inspirada en hechos ocurridos en este hospital.